# Puchar Irlandii w piłce siatkowej mężczyzn (2022/2023)
Puchar Irlandii w piłce siatkowej mężczyzn 2022/2023 (oficjalnie Men's Association Cup 2022/2023) – rozgrywki o siatkarski Puchar Irlandii. Zainaugurowane zostały 12 listopada 2022 roku.
W Pucharze Irlandii brało udział 13 zespołów. Rozgrywki składały się z 1. rundy, ćwierćfinałów, półfinałów i finału. We wszystkich rundach rywalizacja toczyła się systemem pucharowym, a o awansie decydował jeden mecz. Przegrani w 1. rundzie i ćwierćfinałach walczyli o Tarczę Irlandii.
Mecze finałowe Pucharu i Tarczy Irlandii odbyły się 2 kwietnia 2023 roku w The Watershed w Kilkenny. Puchar Irlandii zdobył zespół UCD, który w finale pokonał Aer Lingus. Był to drugi triumf w tych rozgrywkach w historii klubu. MVP finału wybrany został Simeon Elinczew.
Tarczę Irlandii zdobył zespół DVC Abu, który w finale pokonał Gardians VC. MVP finału wybrany został Artur Troska.
Rozgrywki o Puchar i Tarczę Irlandii przywrócone zostały po dwóch sezonach przerwy spowodowanej pandemią COVID-19.

## System rozgrywek
Rozgrywki o Puchar Irlandii składały się z 1. rundy, ćwierćfinałów, półfinałów oraz finału. We wszystkich rundach rywalizacja toczyła się w systemie pucharowym, a o awansie decydowało jedno spotkanie. Przed każdą rundą odbywało się losowanie wyłaniające pary meczowe. Losowanie 1. rundy miało miejsce 2 listopada, ćwierćfinałów – 18 listopada, natomiast półfinałów – 21 grudnia.
Przegrani w parach w 1. rundzie i ćwierćfinałach rywalizowali o Tarczę Irlandii. Rozgrywki składały się z ćwierćfinałów, półfinałów i finału na zasadach analogicznych co Puchar.

## Drużyny uczestniczące
| Premier Division (5 drużyn) | Premier Division (5 drużyn) |
| --------------------------- | --------------------------- |
| Aer Lingus                  | finał                       |
| DVC Abu                     | ćwierćfinał                 |
| DVC Bravo                   | półfinał                    |
| Kilkenny Spartans           | 1. runda                    |
| UCD                         | zwycięstwo                  |

| Division 1 (5 drużyn) | Division 1 (5 drużyn) |
| --------------------- | --------------------- |
| Balbriggan VC         | 1. runda              |
| Gardians VC           | ćwierćfinał           |
| Munster Thunder       | półfinał              |
| SETU Carlow           | 1. runda              |
| Tallaght Rockets      | ćwierćfinał           |

| Division 2 (1 drużyna) | Division 2 (1 drużyna) |
| ---------------------- | ---------------------- |
| Tallaght Rockets 2     | 1. runda               |
| Pozostałe (2 drużyny)  |                        |
| Aer Lingus Masters     | ćwierćfinał            |
| Loughrea VC            | 1. runda               |

## Puchar Irlandii

### 1. runda
| 13.11.2022 15:15 (UTC±0) | Kilkenny Spartans | 1:3 (16:25, 20:25, 26:24, 12:25) | Tallaght Rockets | Loreto Secondary School, Kilkenny Sędziowie: Eamon O’Brien i Maria Jimenez |

| 12.11.2022 10:30 (UTC±0) | SETU Carlow | 0:3 (8:25, 13:25, 20:25) | Gardians VC | Barrow Centre, Carlow Sędziowie: Benny O’Regan i Maria Jimenez |

| 13.11.2022 15:00 (UTC±0) | Tallaght Rockets 2 | 0:3 (9:25, 9:25, 13:25) | Aer Lingus | ALSAA Sports Centre, Dublin Sędziowie: Dariusz Kania i Kevin Donnelly |

| 13.11.2022 13:00 (UTC±0) | Munster Thunder | 3:0 (25:12, 26:24, 26:24) | Balbriggan VC | Clonlara Community Hall, Clonlara Sędziowie: Thomasz Tourish i Richard Rocker |

| 13.11.2022 19:00 (UTC±0) | Loughrea VC | 1:3 (22:25, 10:25, 25:22, 16:25) | Aer Lingus Masters | Coláiste Bhaile Chláir – Claregalway College, Claregalway Sędziowie: Brian Quinn i Clodagh NicCanna |

Uwaga: Kluby DVC Abu, DVC Bravo oraz UCD wylosowały wolny los i awansowały do ćwierćfinałów bez gry.

### Ćwierćfinały
| (UTC±0) | UCD | 3:1 (16:25, 27:25, 25:19, 25:20) | Tallaght Rockets |  |

| (UTC±0) | DVC Abu | 1:3 (25:21, 22:25, 24:26, 13:25) | Munster Thunder |  |

| (UTC±0) | Aer Lingus | 3:0 (25:16, 25:23, 25:10) | Aer Lingus Masters |  |

| (UTC±0) | Gardians VC | 2:3 (22:25, 25:20, 25:20, 16:25, 12:15) | DVC Bravo |  |

### Półfinały
| 22.01.2023 15:30 (UTC±0) | Munster Thunder | 2:3 (23:25, 25:20, 20:25, 25:22, 10:15) | UCD | Coláiste de hÍde, Tallaght |

| 22.01.2023 18:00 (UTC±0) | Aer Lingus | 3:1 (23:25, 25:13, 25:18, 25:20) | DVC Bravo | Coláiste de hÍde, Tallaght |

### Finał
| 02.04.2023 16:30 (UTC+1) | UCD | 3:1 (28:26, 25:22, 15:25, 25:23) | Aer Lingus | The Watershed, Kilkenny |

## Tarcza Irlandii

### Ćwierćfinały
| 21.01.2023 (UTC±0) | Balbriggan VC | 3:0 (25:17, 25:8, 25:19) | Kilkenny Spartans | Castleland Community Centre, Balbriggan |

| 22.01.2023 13:30 (UTC±0) | Aer Lingus Masters | 0:3 (16:25, 21:25, 13:25) | Gardians VC | ALSAA Sports Centre, Dublin |

| 22.01.2023 14:00 (UTC±0) | Loughrea VC | 0:3 (14:25, 12:25, 6:25) | Tallaght Rockets | Coláiste Bhaile Chláir – Claregalway College, Claregalway |

| 21.01.2023 (UTC±0) | SETU Carlow | 0:3 (21:25, 16:25, 15:25) | DVC Abu | Barrow Centre, Carlow |

### Półfinały
| (UTC±0) | Gardians VC | 3:0 (25:21, 25:15, 25:18) | Balbriggan VC |  |

| (UTC±0) | DVC Abu | 3:2 (25:19, 25:20, 16:25, 23:25, 15:11) | Tallaght Rockets |  |

### Finał
| 02.04.2023 14:00 (UTC+1) | Gardians VC | 0:3 (22:25, 22:25, 21:25) | DVC Abu | The Watershed, Kilkenny |